# Geomys attwateri
Geomys attwateri — вид гризунів родини Geomyidae. Це ендемік узбережжя Техасу на півдні центральної частини Сполучених Штатів. Цей вид був названий на честь англійського натураліста Генрі Філемона Еттвотера.
Вони зустрічаються в піщаних ґрунтах звичайних і однорічних різнотрав'яних угруповань, вони також зустрічаються в мулистих суглинкових ґрунтах і в місцях існування, де переважають однорічні рослини. Вони рийні, рідко зустрічаються над землею. Раціон узагальнений і складається в основному з трав і різнотрав'я, з яких вони беруть надземну і підземну частини в рівних кількостях. Розмноження відбувається між жовтнем і червнем, при цьому самиці народжують в середньому 2 дитинчати за один послід і можуть мати більше одного виводку за сезон. Нори цього кишенькового ховраха не повторюють лінійні візерунки подібних видів, а натомість заплутані, часто перетинаючи територію.
Радіотелеметрія показала активність протягом усього дня в травні, але вони проводили більш як 60% дня в районі гнізда. Кишенькові ховрахи є екологічно важливими як предмети здобичі та впливають на ґрунти, мікрорельєф, неоднорідність середовища проживання, різноманітність видів рослин і первинну продуктивність.